# Marion Mahony Griffin
Marion Griffin (Chicago, 14 de febrer de 1871 – 10 d'agost de 1961) va ser una artista i arquitecta estatunidenca, sent una de les primeres dones a llicenciar-se en arquitectura al món, i considerada com un dels membres originals de la Prairie School. Va graduar-se al Massachusetts Institute of Technology (M.I.T.) en 1894.